# Wieken (windturbine)

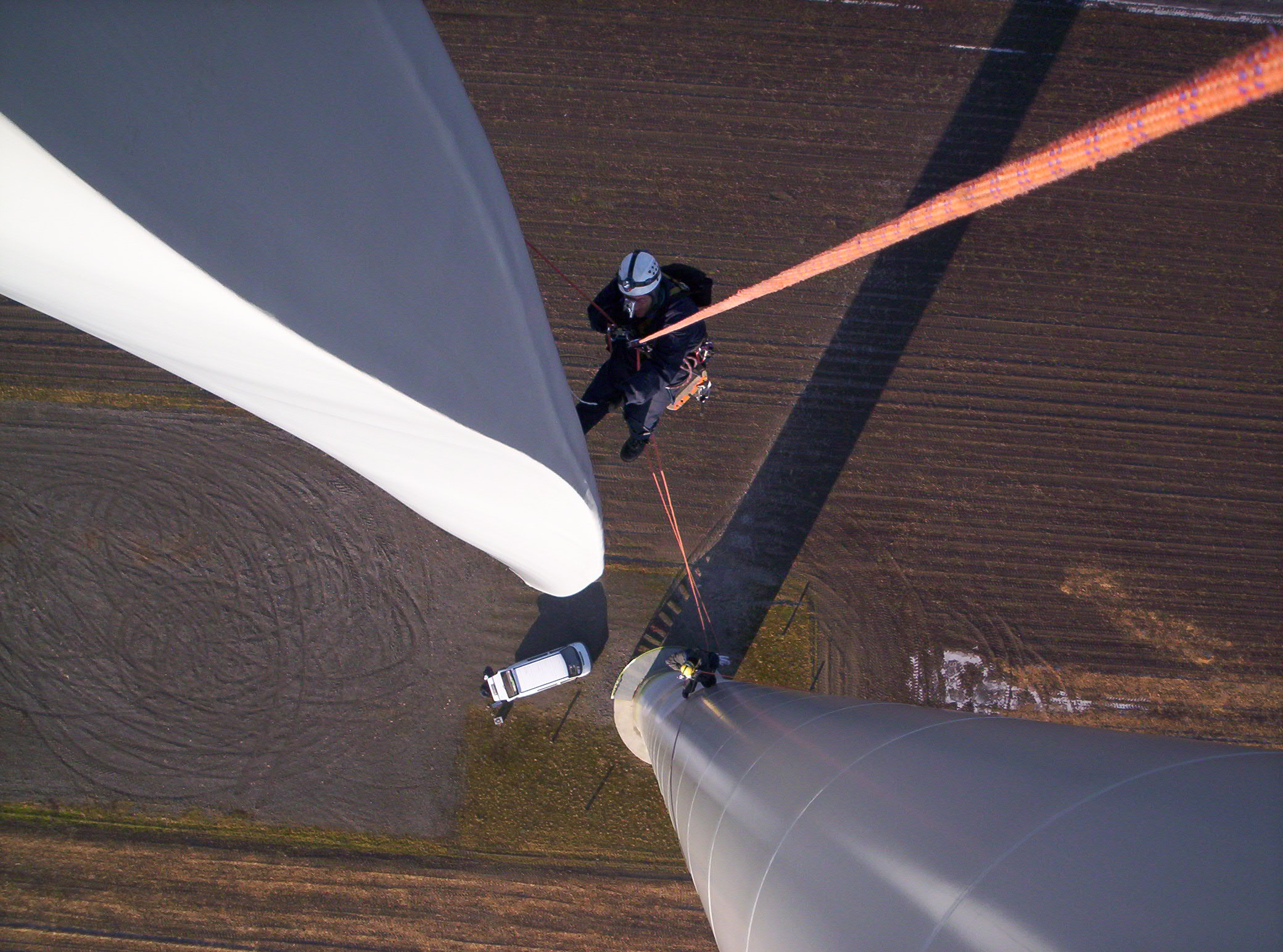
Inspectie van de rotorbladen bij een windturbine

Wieken zijn het deel van een windturbine die de wind vangen en doorgeven aan de as.
De bladen van een windturbine hebben een vleugelprofiel, waardoor ze de windenergie efficiënter kunnen omzetten in een roterende beweging, die door de turbine omgezet kan worden in elektrische energie.
Ze zijn gemaakt van aluminium of een composiet met daarin plastic en aluminium of polyester en polyurethaan. Ook wordt vaak het lichte, maar constructief zeer sterke balsahout toegepast.
Windturbines uit de beginperiode hadden twee wieken. Naarmate ze in omvang toenamen is men overgestapt op driebladige systemen. Door de groei in omvang is de ook lengte van de wieken toegenomen. Begin jaren 1980 hadden windmolens nog een diameter hadden van gemiddeld 15 meter, later werd dat iets meer dan dubbel zo veel. De verwachting is dat deze groei nog door zal gaan.
Het plaatsen van de windturbinebladen is een kritiek moment bij de opbouw van een molen. De wieken, gemaakt om zo veel mogelijk wind te vangen, zijn loshangend moeilijk te controleren. Dit is de reden waarom het windstil moet zijn op het moment van hijsen.
In tegenstelling tot de energie die een windmolen genereert, is niet alles aan een windmolen duurzaam. Zo zijn de meeste windmolenwieken gemaakt van polyester en polyurethaan, een combinatie die na gebruik slecht te recyclen is. De toepassing van balsahout is evenmin erg duurzaam, aangezien dit hout uit maagdelijke tropische regenwouden afkomstig is. De levensduur van een windmolenwiek bedraagt ca. 15-20 jaar. De afvalstroom bedroeg in 2007 reeds 200 bladen per jaar, over 15 jaar zal die zijn toegenomen tot minstens 1200 wieken per jaar. Om een tweede leven voor deze wieken te promoten is een speeltuin ontworpen waarin vijf afgeschreven wieken worden hergebruikt als speeltuig.